# Rail Simulator
Rail Simulator（レールシミュレーター）は、2007年にエレクトロニック・アーツより発売された鉄道シミュレーションゲームである。開発はイギリスのKuju Entertainmentで、2001年にマイクロソフトより発売されたMicrosoft Train Simulatorの開発に携わった。
2007年10月12日にヨーロッパ版を発売し、2008年1月16日には北アメリカ版も発売されている。発売後は開発とサポートがRail Simulator Developments Ltd（RSDL）に引き継がれ、更新修正や拡張パックの提供が行われた。2009年には後継となるRailWorksを発売している。

## 概要
蒸気機関車、ディーゼル機関車、電気機関車など、様々な車種の列車を運転できる。路線・車両は3DCGで描画され、予め用意されたシナリオに沿って運行するモードと、自由に走行できるモードが用意されている。路線、車両、シナリオは、ユーザーの手で自作することも可能である。
収録路線は以下の通り。イギリス、ドイツの路線を基本に、北アメリカ版ではアメリカ合衆国の路線も収録された。
- オックスフォード - パディントン（イギリス）
- バース - テンプルクーム（イギリス）
- ニューカッスル - ヨーク（イギリス。北アメリカ版では未収録）
- ハーゲン - ジーゲン（ドイツ）
- バーストウ - サンバーナーディーノ（アメリカ合衆国。ヨーロッパ版では未収録）

## 後継作
2009年6月12日、後継作となるRailWorks（後にTrain Simulatorへ改称）が発売された。ゲームプラットフォームのSteamで提供され、機能更新や修正の提供をより柔軟化した。
これに先立ち2009年4月にRailsimulator.com（後のDovetail Games）が設立され、エレクトロニック・アーツの販売権とRSDLが保有していたソースコードの権利を集約継承している。